# Linie 2 (Metro Nischni Nowgorod)
| Station Strelka |                          |              |              |
| Verlauf der Linie 2 (blau) |                          |              |              |
| Streckenlänge: | 7.1 km                   |              |              |
| Spurweite: | 1520 mm (Russische Spur) |              |              |
| |                          |              |              |
| Eröffnung: | 20. November 1985        |              |              |
| Stationen: | 5                        |              |              |
| Fahrtdauer gesamt: | 3-6 Minuten              |              |              |
| \| \| 0,0 \| Strelka \| Strelka \| \| \| \| Moskowskaja \| \| \| \| \| Kanawinskaja \| \| \| \| \| Burnakowkaja \| \| \| \| 7.1 \| Burewestnik \| Burewestnik \| |                          |              |              |
| U-Bahn-Kopfbahnhof Streckenanfang (im Tunnel) | 0,0                      | Strelka      | Strelka      |
| U-Bahn-Bahnhof mit S-Bahn-Halt (im Tunnel) |                          | Moskowskaja  | Moskowskaja  |
| U-Bahn-Haltepunkt / Haltestelle (im Tunnel) |                          | Kanawinskaja | Kanawinskaja |
| U-Bahn-Bahnhof Tunnelende |                          | Burnakowkaja | Burnakowkaja |
| U-Bahn-Kopfbahnhof Streckenende | 7.1                      | Burewestnik  | Burewestnik  |

Die Linie 2 oder Sormowsko-Meschtscherskaja-Linie (russisch Сормовско-Мещерская линия) ist die zweite von zwei U-Bahn-Linien der Metro Nischni Nowgorod und trägt die Kurzbezeichnung „M2“. Sie ging 1993 in Nischni Nowgorod (heute Russland) in Betrieb und verläuft durch den Stadtbezirk Kanawinski. Ein Anschluss an  die Linie 1 („M1“) ist über den Umsteigebahnhof „Moskowskaja“ (russisch Московская) gegeben. Die Linie besteht derzeit aus vier Stationen und hat eine Länge von vier Kilometern. Mit dem nächsten Bauabschnitt soll die neue Station „Strelka“ erschlossen werden.

## Depot und Fahrzeuge
Die Linie 2 hat kein eigenes Depot. Daher wird sie vom Proletarskoje-Depot bedient. Sie wurde zusammen mit der ersten Etappe der Linie 1 im Jahr 1985 eröffnet. Die Züge bestehen aus Wagen der Baureihe 81-717/714 (seit 1985), 81-717,5/714,5 (seit 1991) und 81-717,6/714,6 (seit 2012). Früher gab es auf der Linie 2 gebrauchte Wagen der Baureihe "D", aber sie wurden 1993 stillgelegt.

## Geschichte

### Chronologie
- 20. November 1985: Die Station Moskowsksja wurde als Teil der Linie 1 eröffnet.
- 20. Dezember 1993: Der erste Abschnitt wurde von der Station Moskowskaja zur Station Burnakowskaja eröffnet. Die Strecke war anfangs 2,6 Kilometer lang und hatte drei Stationen.
- 9. September 2002: Die Station Burevestnik wurde eröffnet. Es ist die Endstation der Linie 2. Dies ist die einzige ebenerdige Station der Metro Nischni Nowgorod.[2]

### Umbenennungen von Stationen
- Die Station Burnakowskaja hatte die Projektnamen Sportiwnaja und Kuibychewskaja.
- Die Station Burewestnik sollte Kalininskaja heißen.[2]

## Ausbauplanungen
Am 12. Juni 2018 wurde eine neue Strelka U-Bahn-Station eröffnet. Es befindet sich in der Nähe des Stadions, in dem die Fußball-Weltmeisterschaft 2018 ausgetragen wird. Auch in der Nähe des U-Bahn-Station befinden sich mehrere Einkaufszentren (Metro, Decathlon und Sedmoe Nebo), die Alexander-Newski-Kathedrale, die Messe und die Landzunge von Nischni Nowgorod. In der Zukunft wird die Meschtschera-Route der Linie 2 weiter zur Station Wolga führen. Zwischen der Station Moskowskaja und der Station Strelka liegt die Geisterstation Jarmarka.
Es ist geplant, die Strecke zum Stadtbezirk Sormowski zu verlängern. Nach der Station Burewestnik werden die Stationen Warja und Sormowskaja für den Bau vorbereitet. Es ist geplant, ein Depot Sormowskoje zu bauen, das die Linie 2 bedienen wird.